# Molenheide (Mierlo)
De Molenheide is een bosgebied tussen Geldrop en Mierlo dat samen met de Luchense Heide en het Verste Bos 248 ha beslaat. Het gebied is eigendom van de gemeente Geldrop-Mierlo.
Het gebied was vroeger een heideveld. Tegenwoordig bestaat het uit jong dennenbos. Een aantal vennen, waaronder het Wolfsven, het Galgenven, het Molenven en het Lisven, alsmede enkele heiderestanten, zijn behouden gebleven.

## Lustoord Molenheide
Het gebied diende voor de gemeente Mierlo als inkomstenbron door verkoop van schaarhout. Maar enkele Helmondse ondernemers zagen er de recreatieve mogelijkheden en vestigden midden 1919 een lust- of ontspanningsoord onder de naam Molenheide. De belangrijkste attractie was een vliegveldje, het eerste in deze streek en eerder bestaand dan het Eindhovense vliegveld Welschap. Op dit vliegveldje vonden vliegshows en demonstraties van parachutisten plaats, terwijl men tegen een geringe vergoeding ook rondvluchtjes kon maken. Dergelijke attracties waren in die tijd iets heel bijzonders en trokken duizenden mensen van heinde en verre. Een en ander bleek echter te groots opgezet, de luchtshows kon men ook van buiten het hek bewonderen en de vliegtuigen weigerden ook weleens dienst. Ook de andere attracties konden het niet compenseren, in september 1922 werd het ontspanningsoord inclusief vliegveld openbaar verkocht. Een doorstart had geen blijvend resultaat.
Omstreeks 1922 werd elders in het gebied een restaurant gebouwd, Lido geheten. Het was gelegen nabij het Galgenven. Naderhand kwamen er nieuwe attracties, waaronder uitspanningen en een kabelbaan naar een eilandje in het Galgenven. Ook kon men er huisjes huren. Op het Galgenven kon men watersporten en in de winter schaatsen.
De economische crisis van de jaren 30 van de 20e eeuw maakte dat de mensen minder te besteden hadden. De voortzetting onder de naam Nieuw Molenheide, inclusief vliegterrein, kon het uiteindelijk ook niet bolwerken. Uiteindelijk werd het gebied grotendeels beplant met dennenbos in het kader van de werkverschaffing en om aldus mijnhout te produceren voor de Zuid-Limburgse steenkoolmijnen.
Het terrein werd in 1940 aangekocht door Van Doorne. Het restaurant Lido bleef bestaan en werd tijdens de Tweede Wereldoorlog vooral gefrequenteerd door hoge Duitse officieren. Veel anderen kwamen er niet, mede gezien de pro-Duitse gezindheid van de eigenaar. Enkel een verzetsman kwam af en toe hazen en konijnen brengen om aldus een oogje in het zeil te houden en een oortje te luisteren te leggen. Ook Hub van Doorne zou daar echter herhaaldelijk al tafelend met de Duitsers zijn gezien, hetgeen het reeds bestaande conflict van hem met plaatsgenoot Antoon Coolen heeft versterkt.
Na de bevrijding bleef Lido nog doordraaien, maar nu als een plaats waar heren zich met dames van vederlichte zeden konden terugtrekken in de zogeheten "blauwe kamer", die per uur kon worden gehuurd. Ondertussen bouwde Piet van Doorne er zijn villa en liet vervolgens het Lido afbreken. Het terrein van het Lustoord werd aldus het particulier landgoed Reigerslo, zodat ook het Galgenven niet meer toegankelijk is voor het publiek. Het Wolfsven en omgeving is tegenwoordig een camping annex bungalowpark en er wordt nog steeds gezwommen.

## Het gebied
Op Luchense Heide bevindt zich een verwerkingsinstallatie voor rioolslib. Links en rechts van de hoofdweg Geldrop-Mierlo die het gebied doorkruist bevinden zich een aantal grote villa's. Opvallend is ook de Televisietoren die zich aan de oostzijde van het bos bevindt. Langs de weg bevindt zich ook het Brits Ereveld, geopend in 1945. Hier liggen de stoffelijke resten van 665 met name bekende en een aantal onbekende Britse militairen die tijdens de bevrijding van Mierlo zijn gesneuveld.
Sedert 1640 stond een standerdmolen op de Molenheide. Deze werd in 1860 naar het dorp verplaatst en staat nu als Standerdmolen Mierlo midden in het dorp.
Het bos bestaat voornamelijk uit naaldhout zoals grove den en Corsicaanse den, terwijl langs de dreven ook sparren staan. Broedvogels zijn: sperwer, groene specht, geelgors en sijs.
Het Wolfsven ligt tegenwoordig in een camping annex bungalowpark en het Galgenven op het particulier landgoed Reigerslo. Het Molenven en het Lisven waren door de ontwatering ten gevolge van de bosaanplant en later door eutrofiëring sterk in kwaliteit achteruitgegaan. Vanaf 1995 heeft hier natuurherstel plaatsgevonden. Hier groeien klokjesgentiaan, bruine snavelbies, kleine zonnedauw en snavelzegge, terwijl het een leefgebied is voor de levendbarende hagedis en de heikikker.
Het grootste deel van het bos is vrij toegankelijk. Er is een rondwandeling van 4 km in het gebied uitgezet die aan de oostrand van het bos begint. Tevens zijn er een aantal andere voorzieningen zoals een Cooperbaan, terreinfiets- en ruiterroutes.

## Omgeving
Het gebied wordt in het noorden begrensd door het Eindhovens Kanaal met aan de overzijde daarvan het Landgoed Gulbergen. In het zuiden wordt het begrensd door de Strabrechtse Heide. In het westen ligt de Geldropse wijk Braakhuizen en in het oosten de Mierlose buurtschap Luchen.